# 요프 덴 아윌
요하네스 마르턴 "요프" 덴 아윌(네덜란드어: Johannes Marten "Joop" den Uijl, 1919년 8월 9일~1987년 12월 24일)은 네덜란드의 정치인이다. 소속 정당은 노동당이다.

## 생애
노르트홀란트주 힐베르쉼 출신이다. 5차례(1956년 11월 6일~1963년 6월 5일, 1967년 2월 23일~1973년 5월 11일, 1977년 6월 8일~1977년 9월 8일, 1978년 1월 16일~1981년 9월 11일, 1982년 9월 16일~1987년 12월 24일)에 걸쳐 네덜란드 하원 의원을 지냈다. 1966년 9월 13일부터 1986년 7월 21일까지 노동당 대표를 역임했으며 3차례(1967년 2월 15일~1973년 5월 11일, 1978년 1월 16일~1981년 9월 10일, 1982년 9월 7일~1986년 7월 21일)에 걸쳐 노동당의 네덜란드 하원 원내대표를 지냈다.
1965년 4월 14일부터 1966년 11월 22일까지 네덜란드 경제부 장관, 1973년 5월 11일부터 1977년 12월 19일까지 네덜란드의 총리를 지냈다. 1981년 9월 11일부터 1982년 5월 29일까지 네덜란드의 부총리 겸 네덜란드 사회부 장관, 네덜란드 수리남·네덜란드령 안틸레스부 장관을 역임하였다.
1987년 암스테르담에서 사망하였다.